# Feuerwehren der Stadt Klagenfurt
Die Feuerwehren Klagenfurt der Kärntner Landeshauptstadt Klagenfurt am Wörthersee bestehen aus einer Berufsfeuerwehr und zehn Freiwilligen Feuerwehren.

## Berufsfeuerwehr
Der Standort der Klagenfurter Berufsfeuerwehr befindet sich in der Hans-Sachs-Straße 2. Auf diesem Gelände befinden sich auch die Hauptwache der Freiwilligen Feuerwehr und das Bezirksfeuerwehrkommando Klagenfurt/Stadt. Kommandant der Berufsfeuerwehr ist seit 2022 Branddirektor Herbert Schifferl.

### Geschichte
Nach dem Zweiten Weltkrieg wurde Klagenfurt von den Briten besetzt. Die britische Militärregierung ordnete an, dass in Klagenfurt neben der Freiwilligen Feuerwehr auch eine Berufsfeuerwehr aufgestellt werden muss und so beschloss der Stadtsenat am 11. August 1945 die Einrichtung einer Berufsfeuerwehr mit zwei Offizieren und 30 Mann.
Männer, die im Feuerschutzdienst und bei der Freiwilligen Feuerwehr tätig waren, suchten nach dem Krieg Arbeit, meldeten sich bei der Stadt und wurden wegen der geringen Stärke der Feuerwehr sofort angestellt. Weitere Meldungen erfolgten auf Zeitungs- und Radioaufrufe. Alle Bewerber waren ehemalige Soldaten, darunter auch Kriegsgefangene der Briten. Diese mussten ihre Zeit bis zur Entlassung nicht in einem Gefangenenlager abwarten, sondern wurden schon vorher zur Dienstleistung bei der Feuerwehr zugeteilt.
Die Berufsfeuerwehr stand als „Fire Brigade“ noch bis zum Jahr 1951 unter dem Schutz der Briten.
Bereits im November 1945 wurde ein geregelter Schichtdienst eingeführt. Bis dahin gab es kaum dienstfreie Zeit. Der Dienst zu Beginn bestand aus 48 Stunden Dienstzeit und darauffolgend 24 Stunden Freizeit. Innerhalb der 48 Stunden Dienst gab es Arbeitszeiten, Ruhezeiten und Bereitschaftszeiten.

### Die Berufsfeuerwehr heute
Seit der Gründung haben sich die Anforderungen an die Berufsfeuerwehr laufend ergänzt und so wurde immer wieder aufgerüstet und die Technik auf den neuesten Stand gebracht.

#### Fahrzeuge
Die Berufsfeuerwehr verfügt über einen umfassenden Fuhrpark für Brand- und Hilfeleistungseinsätze.

##### Löschfahrzeuge
| Fahrzeugname | Fahrzeugtyp   | Löschmittelvorrat                                                            |
| ------------ | ------------- | ---------------------------------------------------------------------------- |
| TANK 1       | - RLFT-A 2000 | - 2.000 l Wasser - 200 l Schaummittel (AFFF) - 200 l Schaummittel (Silvex G) |
| TANK 2       | - RLFT-A 2000 | - 2.000 l Wasser - 200 l Schaummittel (AFFF) - 200 l Schaummittel (Silvex G) |
| TANK 3       | - TLFA 5000   | - 5.000 l Wasser - 400 l Schaummittel                                        |
| TANK 300     | - TLFA 300    | - 300 l Wasser (UHPS)                                                        |

##### Fahrzeuge für Kommando und Mannschaft
- 1 Kommandofahrzeug (KDOF)
- 1 Kommandantenfahrzeug (KDOF2)
- 1 Vorausfahrzeuge (Pkw 3)

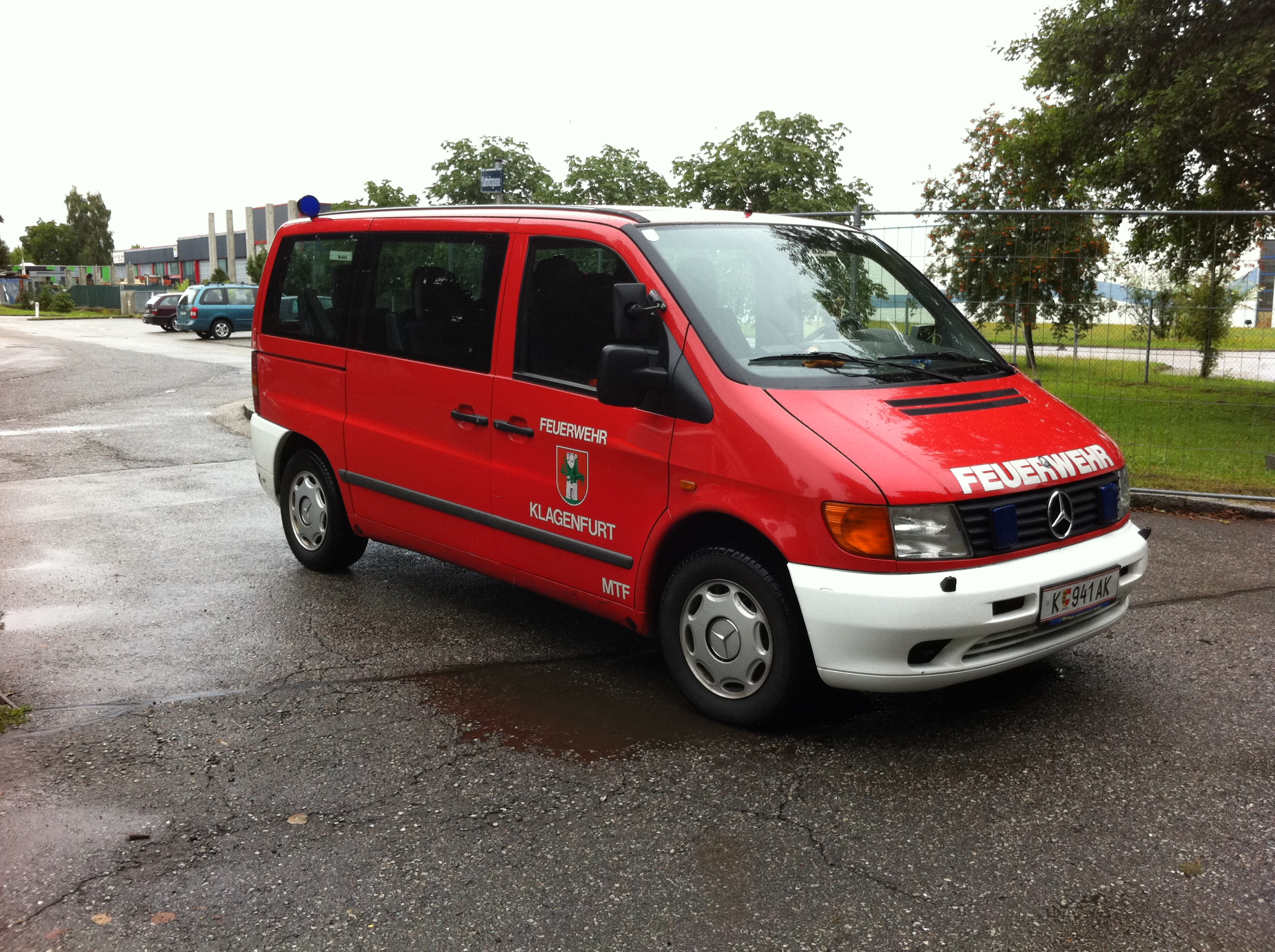
MTF

- 1 Mannschaftstransportfahrzeug (MTF)

##### Technische Fahrzeuge
- 1 Drehleiter 23-12 (DL 1)
- 1 Gefährliche Stoffe Fahrzeug (GSF)
- 1 Mehrzweckfahrzeug (MZF)
- 1 Berge- und Kranfahrzeug 35t (KRAN)
- 1 Hubarbeitsbühne (HUB)

##### Sonderfahrzeuge

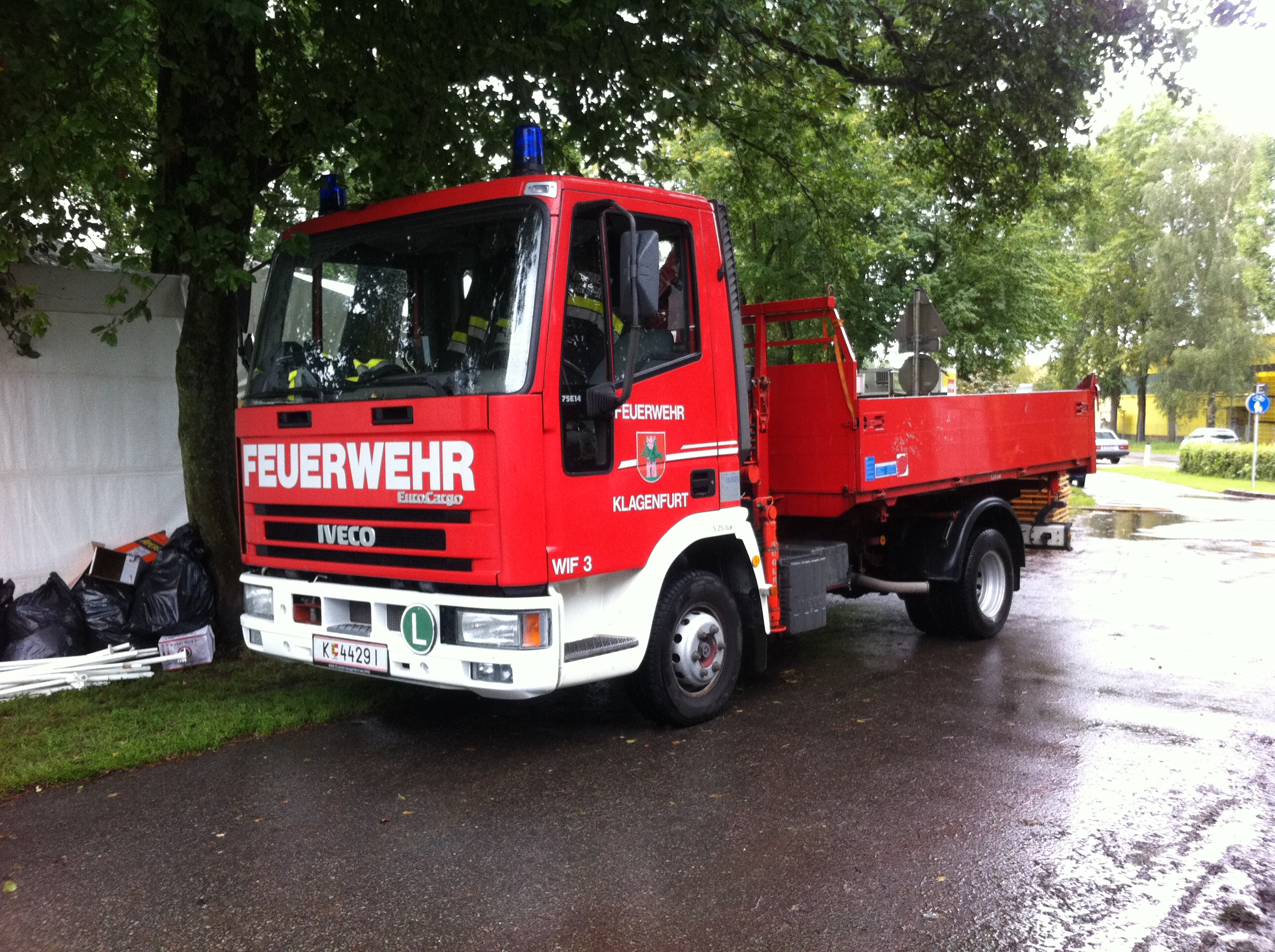
WIF 3

- 2 Wirtschaftsfahrzeuge (WIF 1, WIF3)
- 1 Taucherfahrzeug (TAUCH)
- 1 Wechselladerfahrzeug (SOF 1)

Außerdem besitzt die Berufsfeuerwehr zwei Mehrzweck-Feuerwehrboote.

## Freiwillige Feuerwehren

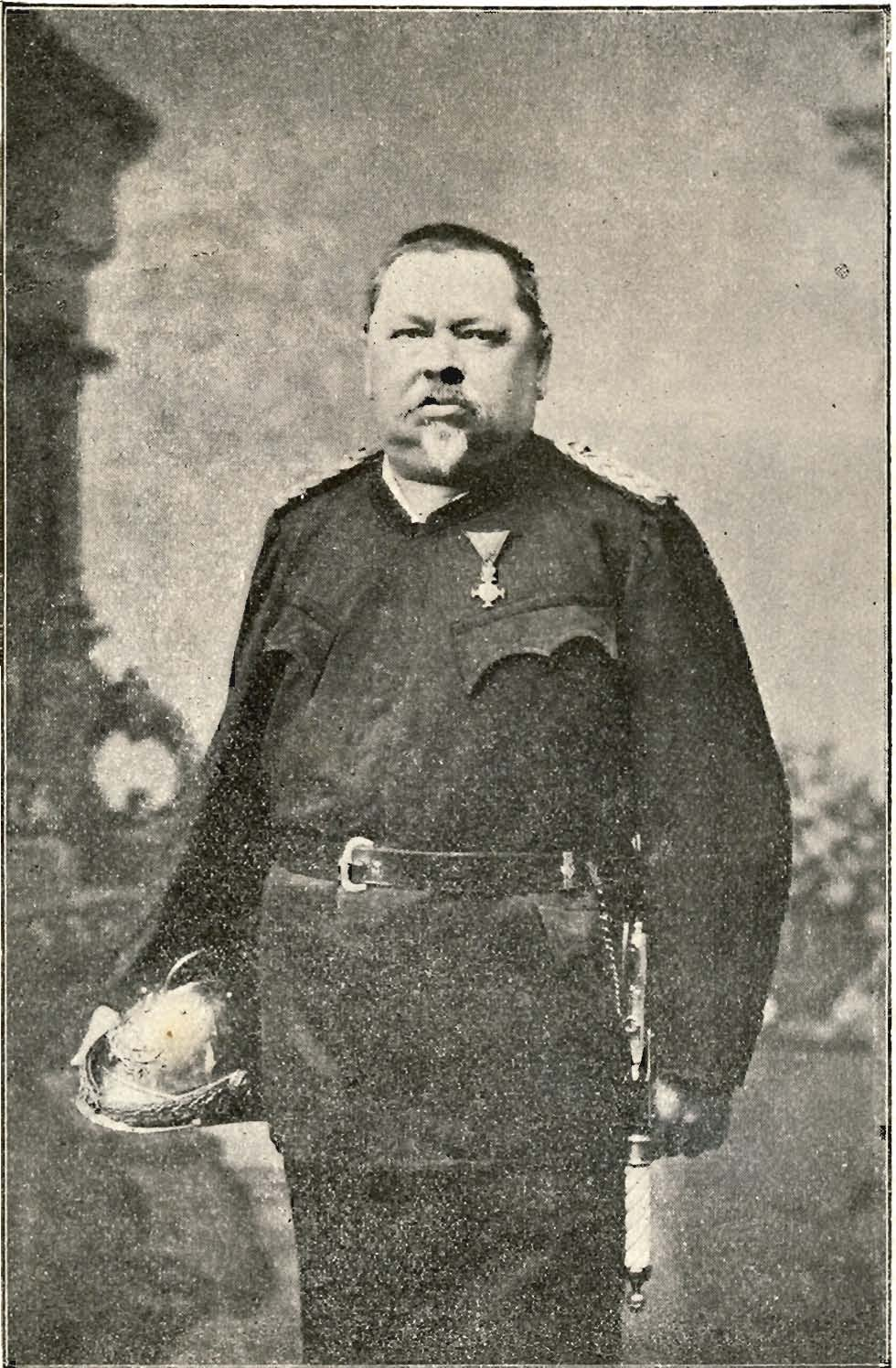
Ferdinand Jergitsch

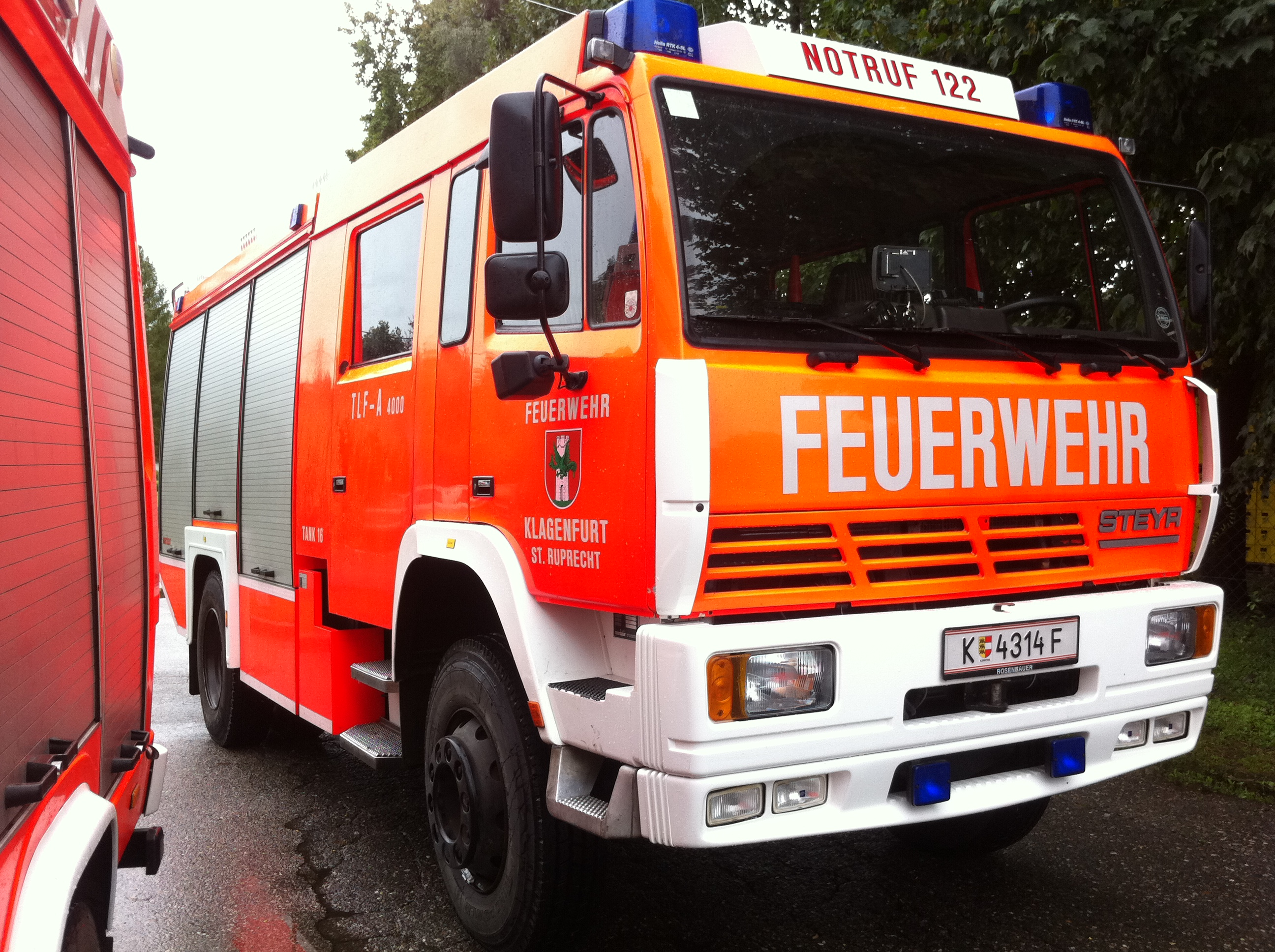
TANK 16

Die erste Freiwillige Feuerwehr, die heutige Hauptfeuerwache, wurde im Jahr 1864 von Ferdinand Jergitsch im Stadtzentrum gegründet. Zur Aufrechterhaltung der Sicherheit für die Bevölkerung wurden in den folgenden Jahren neun weitere Freiwillige Feuerwehren im Klagenfurter Stadtgebiet gegründet.

### Feuerwachen
| Feuerwachen | Feuerwachen                               | Feuerwachen                                                          | Feuerwachen              | Feuerwachen            |
| ----------- | ----------------------------------------- | -------------------------------------------------------------------- | ------------------------ | ---------------------- |
|             | Wache                                     | Fahrzeuge                                                            | Adresse                  | Stadtteil              |
| 1           | Hauptfeuerwache (Löschzug 11)             | TANK 11, LF 11                                                       | Hans-Sachs-Straße 2      | Innenstadt             |
| 2           | FF Kalvarienberg (Löschzug 12)            | TANK 12, LF 12 (LF-B Tunnel)                                         | Feldkirchner Straße 134  | Annabichl              |
| 3           | FF St. Georgen (Löschzug 13)              | TANK 13 (TLFA 2000/200), TUNNEL 13 (KRF-W Tunnel), KLF 13            | St. Georgener Straße 8   | St. Georgen am Sandhof |
| 4           | FF Haidach (Löschzug 14)                  | TANK 14, LF 14, FK 1 (Feldküche)                                     | Steingasse 148           | Welzenegg              |
| 5           | FF St. Peter (Löschzug 15)                | TANK 15 (RLFA 2000), LF 15                                           | Ramsauerstraße 6         | St. Peter              |
| 6           | FF St. Ruprecht (Löschzug 16)             | TANK 16 (TLFA 4000/400), LF 16, SOF 16, Boot 16, Schlauchanhänger 16 | St. Ruprechter Straße 64 | St. Ruprecht           |
| 7           | FF St. Martin (Löschzug 17)               | TANK 17 (RLFA-Tunnel 2000), LF 17                                    | Feuerwehrplatz 1         | St. Martin             |
| 8           | FF Wölfnitz (Löschzug 18)                 | TANK 18 (RLFT-A 2000/200), LF 18, KLF 18                             | Hauptstraße 29           | Wölfnitz               |
| 9           | FF Emmersdorf (Löschzug 19)               | LFA-W 19                                                             | Emmersdorfer Straße 40   | Emmersdorf             |
| 10          | FF Viktring – Stein/Neudorf (Löschzug 20) | TANK 20 (TLFA 4000/400), LF 20, KRF 20, DL 20 (DLK 23-12)            | Emil-Hoelzlweg 6         | Viktring               |

Diese Feuerwehren unterstehen dem Bezirksfeuerwehrkommando (BFKdo) Klagenfurt-Stadt, welches sich ebenfalls in der Hans-Sachs-Straße befindet. Der Bezirksfeuerwehrkommandant (BFK) ist Oberbrandrat Gerhard Egger dessen Stellvertreter Brandrat  Franz Socher. 

## Betriebsfeuerwehren

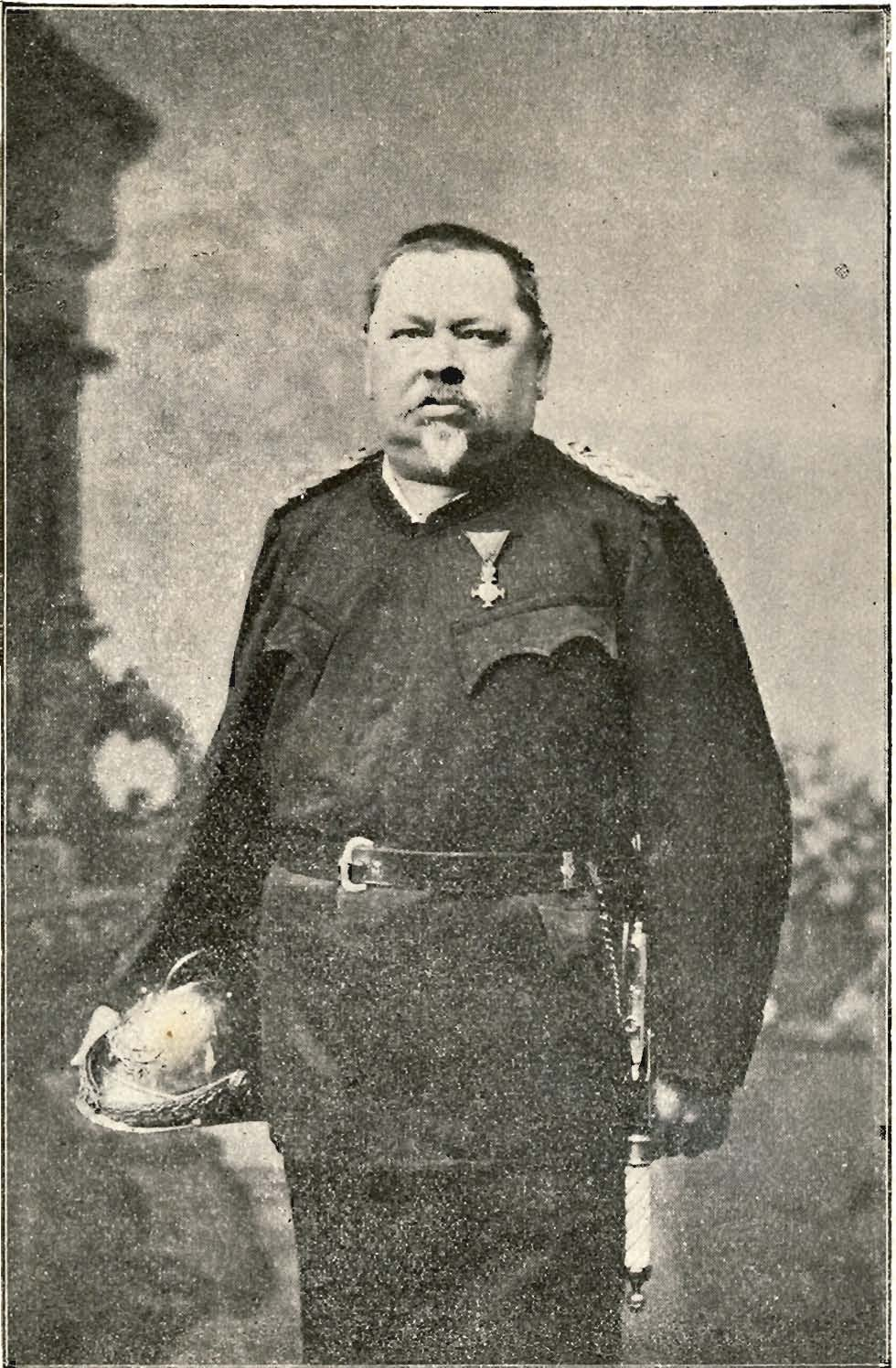

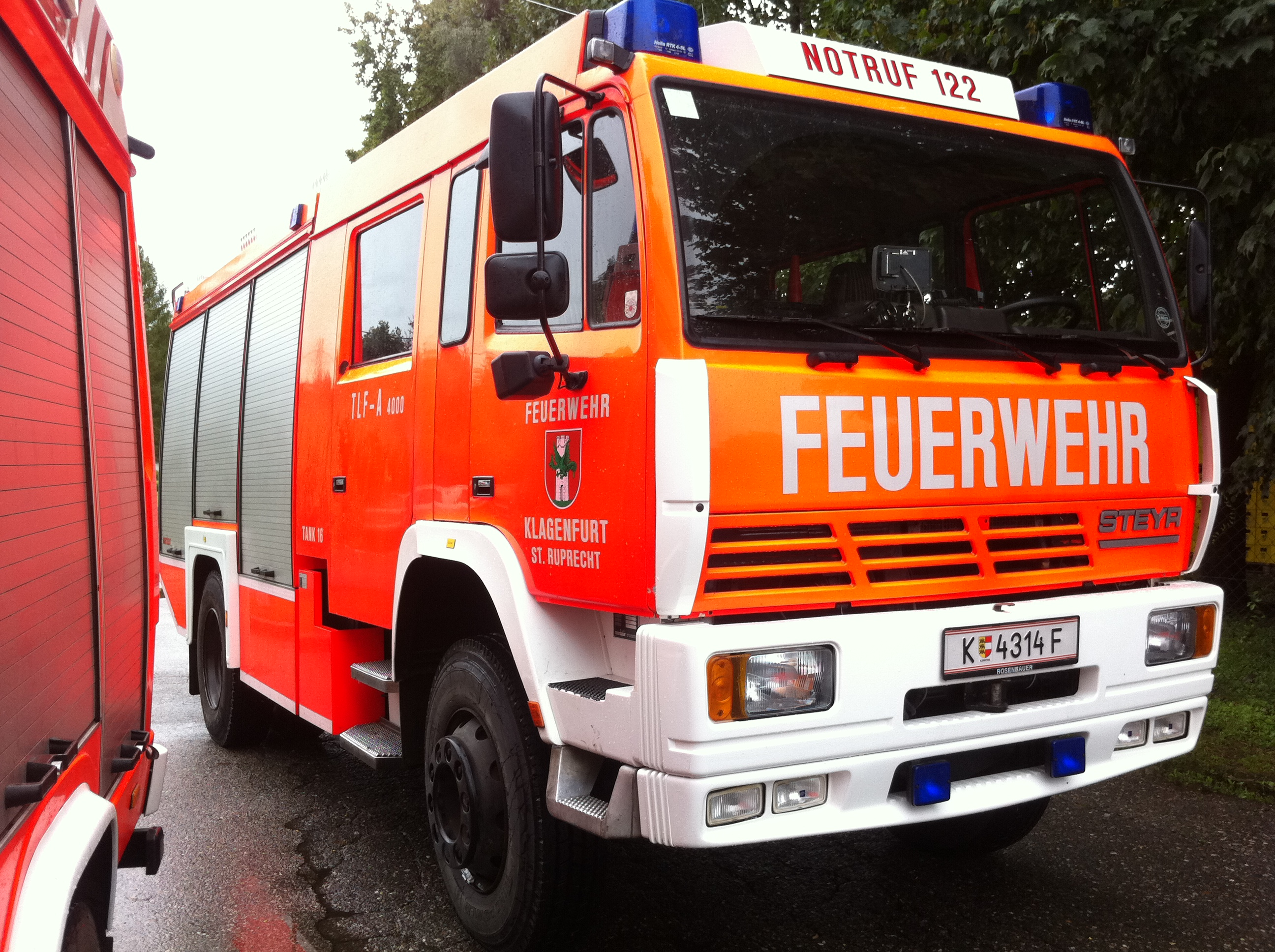

Einzelne Betriebe unterhalten auch Betriebsfeuerwehren in der Landeshauptstadt Klagenfurt am Wörthersee.

### Betriebsfeuerwehren
| Feuerwachen | Feuerwachen                                 | Feuerwachen                                                                  | Feuerwachen                                              | Feuerwachen           | Feuerwachen         |
| ----------- | ------------------------------------------- | ---------------------------------------------------------------------------- | -------------------------------------------------------- | --------------------- | ------------------- |
|             | BTF                                         | Betreiber                                                                    | Fahrzeuge                                                | Adresse               | Stadtteil           |
| 11          | BTF Airport Klagenfurt                      | Kärntner Flughafen Betriebsgesellschaft m.b.H.                               |                                                          | Flughafenstraße 60–64 | Annabichl           |
| 12          | BTF Zimmer Klagenfurt                       | Zimmer Maschinenbau GmbH                                                     | Betriebsfeuerwehr 2006 aufgelassen                       | Ebenthaler Straße 133 | St. Peter           |
| 14          | BTF Stadttheater Klagenfurt                 | Stadttheater Klagenfurt OG                                                   |                                                          | Theaterplatz 4        | Innere Stadt        |
| 15          | BTF Klinikum Klagenfurt/WS (LKH Klagenfurt) | Landeskrankenanstalten-Betriebsgesellschaft - KABEG Klinikum Klagenfurt / WS | ELF (Einsatzleiterfahrzeug), SOF 1, SOF 2, div. Anhänger | Feschnigstraße 11     | St. Veiter Vorstadt |
| 16          | BTF Justizanstalt Klagenfurt/WS             | Bundesministerium für Justiz                                                 |                                                          | Purtscherstraße 2     | Innere Stadt        |

Diese Betriebsfeuerwehren sind Einrichtungen des Betriebes, unterstehen aber ebenso dem Bezirksfeuerwehrkommando (BFKdo) Klagenfurt-Stadt, welches sich ebenfalls in der Hans-Sachs-Straße befindet. Weiters sind die Kärntner Betriebsfeuerwehren Mitglieder des Kärntner Betriebsfeuerwehrverbandes unter der Leitung von Oberbrandrat Josef Sticker. Josef Sticker ist Kommandant der Betriebsfeuerwehr Infineon in Villach.
Während der Sanierung des Ehrentalerbergtunnels der Nordumfahrung Klagenfurt der A2 Südautobahn war durch die ASFINAG eine Brandschutzgruppe eingerichtet.

## Verantwortungsbereich
Sie ist als öffentliche Feuerwehr mit 68 hauptamtlichen und 707 ehrenamtlichen Mitgliedern für den Brand- und Katastrophenschutz in der Stadt und auch in der nächsten Umgebung Klagenfurts verantwortlich und fährt gut 3000 Einsätze im Jahr.
Das betreute Klagenfurter Gebiet umfasst eine Fläche von ca. 120 km² und ca. 94.000 Einwohner. Besondere Gefahren stellen u. a. die Industrie, die Süd Autobahn mit ihren Tunnels der Klagenfurter Nordumfahrung und der Flughafen Klagenfurt, welcher jedoch eine eigene Flughafenfeuerwehr besitzt, dar. In Klagenfurt gibt es noch weitere Betriebsfeuerwehren für das Wörtherseeklinikum, das Stadttheater und die Justizanstalt Klagenfurt. Die Messe Klagenfurt verfügt ebenfalls über eine Feuerwache, diese wird jedoch nur während einer laufenden Messeveranstaltung von ehrenamtlichen Kräften der Freiwilligen Feuerwehr mit einem Tanklöschfahrzeug besetzt.

### Einsätze

#### Einsatzzahlen
| Einsatzstatistik                            | 2008  | 2009  | 2010  | 2015  | 2016  | 2017  | 2018  |
| ------------------------------------------- | ----- | ----- | ----- | ----- | ----- | ----- | ----- |
| Brände                                      | ----  | 1.962 | 1.583 | 1.290 | 1.311 | 1.367 | 1.259 |
| Hilfeleistungen                             | ----  | 1.352 | 1.508 | 1.227 | 1.507 | 1.375 | 1.229 |
| Beistellungen                               |       |       |       | 367   | 364   | 431   | 380   |
| Gesamt (ohne Falschalarme & Bereitstellung) | 3.002 | 3.314 | 3.091 | 2.884 | 3.182 | 3.173 | 2.868 |